# Rayo Vallecano
A Rayo Vallecano, teljes nevén Rayo Vallecano de Madrid spanyol labdarúgóklubot 1924-ben alapították, 2021-22-ben a spanyol első osztályban szerepel.

## Jelenlegi keret
2018. augusztus 31. szerint.
| #  |     | Poszt | Név                                                   |
| -- | --- | ----- | ----------------------------------------------------- |
| 1  | ESP | K     | Alberto García ()                                     |
| 2  | ESP | V     | Tito                                                  |
| 4  | ESP | KP    | Álvaro Medrán (kölcsönben a Valencia csapatától)      |
| 5  | ESP | V     | José Antonio Dorado                                   |
| 6  | ESP | KP    | Gorka Elustondo                                       |
| 7  | ESP | V     | Álex Moreno                                           |
| 8  | ARG | CS    | Óscar Trejo                                           |
| 9  | ESP | CS    | Raúl de Tomás (kölcsönben a Real Madrid csapatától)   |
| 10 | COD | KP    | Gaël Kakuta                                           |
| 11 | ESP | KP    | Adri Embarba                                          |
| 12 | FRA | KP    | Giannelli Imbula (kölcsönben a Stoke City csapatától) |
| 13 | MKD | K     | Bébé                                                  |

| #  |     | Poszt | Név                                             |
| -- | --- | ----- | ----------------------------------------------- |
| 15 | ESP | CS    | Álex Alegría (kölcsönben a Betis csapatától)    |
| 16 | ESP | V     | Jordi Amat                                      |
| 17 | PER | V     | Luis Advíncula (kölcsönben a Tigres csapatától) |
| 18 | ESP | KP    | Álvaro García                                   |
| 19 | GUI | KP    | Lass Bangoura                                   |
| 20 | URU | V     | Emiliano Velázquez                              |
| 21 | SEN | V     | Abdoulaye Ba                                    |
| 22 | ESP | KP    | José Ángel Pozo                                 |
| 23 | ESP | V     | Álex Gálvez                                     |
| 24 | ESP | CS    | Javi Guerra                                     |
| 26 | ESP | V     | José León                                       |
| 27 | ESP | KP    | Santi Comesaña                                  |
| 28 | EQG | V     | Sergio Akieme                                   |

## Az eddigi szezonok
| Szezon  | Osztály | Poz. | Copa del Rey |
| ------- | ------- | ---- | ------------ |
| 1949/50 | 3ª      | 14.  |              |
| 1950/51 | 3ª      | 13.  |              |
| 1951/52 | 3ª      | 9.   |              |
| 1952/53 | 3ª      | 7.   |              |
| 1953/54 | 3ª      | 17.  |              |
| 1954/55 | 3ª      | 2.   |              |
| 1955/56 | 3ª      | 1.   |              |
| 1956/57 | 2ª      | 12.  |              |
| 1957/58 | 2ª      | 6.   |              |
| 1958/59 | 2ª      | 14.  |              |
| 1959/60 | 2ª      | 5.   |              |
| 1960/61 | 2ª      | 16.  |              |
| 1961/62 | 3ª      | 3.   |              |
| 1962/63 | 3ª      | 2.   |              |
| 1963/64 | 3ª      | 3.   |              |
| 1964/65 | 3ª      | 1.   |              |

| Szezon  | Osztály | Poz. | Copa del Rey |
| ------- | ------- | ---- | ------------ |
| 1965/66 | 2ª      | 9.   |              |
| 1966/67 | 2ª      | 6.   |              |
| 1967/68 | 2ª      | 4.   |              |
| 1968/69 | 2ª      | 9.   |              |
| 1969/70 | 2ª      | 6.   |              |
| 1970/71 | 2ª      | 5.   |              |
| 1971/72 | 2ª      | 8th  |              |
| 1972/73 | 2ª      | 11.  |              |
| 1973/74 | 2ª      | 14.  |              |
| 1974/75 | 2ª      | 8.   |              |
| 1975/76 | 2ª      | 9.   |              |
| 1976/77 | 2ª      | 3.   |              |
| 1977/78 | 1ª      | 10.  |              |
| 1978/79 | 1ª      | 15.  |              |
| 1979/80 | 1ª      | 16.  |              |
| 1980/81 | 2ª      | 5.   |              |

| Szezon  | Osztály | Poz. | Copa del Rey |
| ------- | ------- | ---- | ------------ |
| 1981/82 | 2ª      | 7.   |              |
| 1982/83 | 2ª      | 9.   |              |
| 1983/84 | 2ª      | 20.  |              |
| 1984/85 | 2ªB     | 1.   |              |
| 1985/86 | 2ª      | 15.  |              |
| 1986/87 | 2ª      | 5.   |              |
| 1987/88 | 2ª      | 5.   |              |
| 1988/89 | 2ª      | 2.   |              |
| 1989/90 | 1ª      | 20.  |              |
| 1990/91 | 2ª      | 11.  |              |
| 1991/92 | 2ª      | 2.   |              |
| 1992/93 | 1ª      | 14.  |              |
| 1993/94 | 1ª      | 17.  |              |
| 1994/95 | 2ª      | 2.   |              |
| 1995/96 | 1ª      | 19.  |              |

| Szezon  | Osztály | Poz. | Copa del Rey |
| ------- | ------- | ---- | ------------ |
| 1996/97 | 1ª      | 18.  |              |
| 1997/98 | 2ª      | 8.   |              |
| 1998/99 | 2ª      | 5.   |              |
| 1999/00 | 1ª      | 9.   |              |
| 2000/01 | 1ª      | 14.  |              |
| 2001/02 | 1ª      | 11.  |              |
| 2002/03 | 1ª      | 20.  |              |
| 2003/04 | 2ª      | 21.  |              |
| 2004/05 | 2ªB     | 3.   |              |
| 2005/06 | 2ªB     | 5.   |              |
| 2006/07 | 2ªB     | 2.   |              |
| 2007/08 | 2ªB     | 1.   |              |
| 2008/09 | 2ª      | 5.   |              |
| 2009/10 | 2ª      | 4.   |              |
| 2010/11 | 2ª      | 2.   |              |
| 2011/12 | 1ª      | 15.  |              |
| 2012/13 | 1ª      |      |              |

## Ismertebb játékosok
| - Ildefons Lima - Quinzinho - Horacio Ameli - Daniel Aquino - Mariano Armentano - Gustavo Bartelt - Leo Biagini - Rubén Cano - Ezequiel Castillo - Juan Ramón Comas - Rubén Favret - Daniel Flores - Patricio Graff - Darío Gigena - Óscar González - Diego Klimowicz - Martín Mandra - Hugo Maradona - Diego Saja - Anton Polster - Elvir Baljić - Elvir Bolić - Emir Granov - Rafael Jacques | - Gilmar - Gláucio - Iriney - Guilherme - Fabrice Moreau - Jorge Valdivia - Hernán Medford - Stjepan Andrijasevic - Søren Andersen - Laurie Cunningham - Mark Draper - Chupe - Iván Zarandona - Jean-François Hernandez - Eric Roy - Gerhard Poschner - Idan Tal - Hugo Sánchez - Guillermo Mendizábal - Yassine Abdellaoui - Dave van den Bergh - Robert Gehring - Henry Makinwa - Wilfred Agbonavbare | - Jan Berg - Tiago - Hélder - Gheorghe Viscreanu - Viktor Onopko - Dmnitrij Radcsenko - Ivan Tomic - Milos Drizic - Josip Visnjic - Ismael Urzaiz - Jesus Diego Cota - Paco Jémez - Abel Resino - Alfonso Cortijo - Rafael García Cortés - Juan Ramón Muñiz - Pedro Contreras - Iván Rosado - Kasey Keller - Josemir Lujambio - Fernando Morena - Eduardo Belza - Ricardo Perdomo - Alvaro Felscher - Daniel Noriega |